# Хеллендорн
Хеллендорн (нид. Hellendoorn) — община и посёлок в Нидерландах.

## География и экономика
Община Хеллендорн находится на востоке Нидерландов, в провинции Оверэйссел. Её административным центром является городок Нейвердал, также в неё входят старинные поселение Хеллендорн и несколько мелких селений (Дарле, Дарлевен, Харле). Общая площадь общины составляет 139,03 км². На начало 2007 года здесь проживали 36.052 человека. Община Хеллендорн лежит на холмистом, лесном ландшафте высотой 40-70 метров над у.м. Собственно поселение Хеллендорн находится на краю лесного массива, в 3 километрах севернее Нейвердала.
Городок Нейвердал находится на крайнем юге территории Хеллендорна, на железнодорожной линии Зволле-Алмело. В течение 2007—2014 годов на территории общины осуществляется крупный проект по реконструкции её инфраструктуры, включающий в себя прокладку шоссейного и железнодорожного туннеля для сообщения Зволле-Алмело, через центральную часть общины. Через реку Регге, протекающую в восточной части общины, должен быть построен новый мост.
Ранее в Нейвердале существовала развитая текстильная индустрия, частично сохранившаяся и в наши дни. Ныне же основным источником доходов жителей общины является обслуживание туристов. На её территории расположен весьма посещаемый парк развлечений и аттракционов «Avonturenpark Hellendoorn».

## История
В Средневековье в Хеллендорне был крупный и богатый крестьянский хутор. Городок Нейвердал появился в 1835 году, когда английский инженер и предприниматель Томас Эйнсуорт основал здесь текстильное производство, вокруг которого со временем вырос фабричный посёлок.
Севернее поселения Хеллендорн в годы Второй мировой войны были расположены немецкие пусковые установки ракет Фау-2, которыми обстреливался мост через Рейн в Ремагене — после того, как он был захвачен американскими войсками.
В Хеллендорне открыт краеведческий музей и сохранилась старинная сельская церковь.